# Лившке Равне
Лившке Равне (словен. Livške Ravne) — мале поселення в общині Кобарид, Регіон Горишка, Словенія. Висота над рівнем моря: 1068,6 м.